# Gabonska ljutica
Gabonska ljutica (lat. Bitis gabonica) je zmija otrovnica 2 m duga i preko 8 kg teška. Živi u šumama ekvatorijalne Afrike.
Ova zmija ima šare ružičaste, sive, smeđe i crne boje pa je gotovo nevidljiva u otpalom lišću. Ima preko 5 cm duge očnjake, koji sadrže vrlo jak hemotoksin, tako da je više od 90% ugriza fatalno. Ljude obično ne napada, kreće se polako i spava većinu dana. Ima iznimno spor metabolizam, tako može izdržati do osamnaest mjeseci bez hranjenja.
U zapadnom dijelu rasprostranjenosti, postoji podvrsta Bitis gabonica rhinoceros, koja na glavi ima izbočinu slično kao nosorog.
André Marie Constant Duméril prvi put je opisao gabonsku ljuticu 1854. godine.